# The Way Up
The Way Up è il tredicesimo album del Pat Metheny Group, pubblicato nel 2005.
L'album consiste di un'unica composizione di 68 minuti, che è stata divisa in 4 tracce solo per semplificare la navigazione tramite lettore CD, e rappresenta un ottimo esempio delle capacità interpretative e di improvvisazione del gruppo. Nell'album si nota l'influenza del compositore contemporaneo Steve Reich, con cui Pat Metheny ha collaborato in passato.
The Way Up ha vinto nel 2006 il Grammy Award al miglior album jazz contemporaneo.

## Tracce
1. Opening (Pat Metheny; Lyle Mays) - 5:17
2. Part One (Pat Metheny; Lyle Mays) - 26:27
3. Part Two (Pat Metheny; Lyle Mays) - 20:29
4. Part Three (Pat Metheny; Lyle Mays) - 15:54

## Formazione
- Pat Metheny - chitarra, chitarra synth, chitarra 12 corde
- Lyle Mays - pianoforte, sintetizzatore
- Steve Rodby - basso acustico, basso elettrico
- Cuong Vu - tromba, voce
- Grégoire Maret - armonica a bocca, percussioni
- Antonio Sánchez - batteria

### Ospiti
- Richard Bona - percussioni, voce
- Dave Samuels - percussioni